# Freaky Records
Freaky Records is het hoofdlabel van Freaky Music B.V., gevestigd in Eindhoven. Het label heeft een eigen platenwinkel in Eindhoven en een online winkel. Er wordt vooral muziek verkocht bedoeld voor de discotheken (techno, trance, hardstyle, Hardcore, hiphop, jumpstyle). De muziek uitgebracht onder Freaky Records bestaat voornamelijk uit compilatie-cd's met nummers van zijn sublabels. De meeste labels worden beheerd door Johan van Korven (DJ Jowan, Silicon Recordings).

## Sublabels
Freaky Records heeft ook een aantal sublabels waar de meeste losse platen onder worden uitgebracht. Deze zijn Boom Records, Fast Food Records, Fusion Records, Le Club Records, Monkey Tail Records, Seventh Sense Records, Sidekick Records, Silicon Recordings, Steady Beat Records, Superplastik, Top Side Records. De populairste platen komen echter op Fusion, Silicon en Superplastik uit.